# Bhutan ai Giochi della XXVIII Olimpiade
Il Bhutan ha partecipato ai Giochi della XXVIII Olimpiade di Atene, svoltisi dal 13 al 29 agosto 2004, con una delegazione di 2 atleti.

## Tiro con l'arco
| Gara                  | Atleta           | Turno di qualificazione | Turno di qualificazione | Turno 1                              | Turno 2                                           | Ottavi | Quarti | Semifinali | Finale |
| Gara                  | Atleta           | Punteggio               | Pos.                    | Turno 1                              | Turno 2                                           | Ottavi | Quarti | Semifinali | Finale |
| --------------------- | ---------------- | ----------------------- | ----------------------- | ------------------------------------ | ------------------------------------------------- | ------ | ------ | ---------- | ------ |
| Individuale maschile  | Tashi Peljor     | 627                     | 52                      | Jocelyn de Grandis (Francia) 161-136 | Anton Prylepav (Bielorussia) 152-155              |        |        |            |        |
| Individuale femminile | Tshering Chhoden | 600                     | 54                      | Lin Sang (Cina) 159-156              | Reena Kumari (India) 134-134 (4-7 allo spareggio) |        |        |            |        |